# Robbie Williams
Robert Peter „Robbie” Williams, angleški pevec in skladatelj, * 14. februar 1974, Stoke-on-Trent, Anglija.
Zaslovel je v zgodnjih 1990. letih kot član fantovske skupine Take That, leta 1996 pa je začel s samostojno kariero. Samostojno je posnel 14 studijskih albumov in z vsemi razen enim osvojil vrh britanske lestvice albumov.
Prejel je številne nagrade Brit Awards.

## Diskografija
- Life thru a Lens (1997)
- I've Been Expecting You (1998)
- Sing When You're Winning (2000)
- Swing When You're Winning (2001)
- Escapology (2002)
- Intensive Care (2005)
- Rudebox (2006)
- Reality Killed the Video Star (2009)
- Take the Crown (2012)
- Swings Both Ways (2013)
- Under the Radar Volume 1 (2014))